# Саммер Вокер
Саммер Вокер (англ. Summer Walker; нар. 11 квітня 1996, Атланта, США) — американська співачка.

## Дискографія

### Альбоми
- Over It (2019)
- Still Over It (2021)